# بولاس
بولاس (به آلمانی: Bullay) یک شهر در آلمان است که در کوخم-تسل واقع شده‌است. بولاس ۱٬۵۲۹ نفر جمعیت دارد.